# هفت ملة (بشتكوه)
هفت ملة (بالفارسية: هفت مله) هي قرية تقع في إيران في Poshtkuh Rural District.